# Missione impossibile
Missione impossibile (Mission: Impossible) è una serie televisiva statunitense di spionaggio, degli anni sessanta-settanta, creata da Bruce Geller.
Negli anni ottanta è stata realizzata una seconda serie che in Italia è stata trasmessa con il titolo Il ritorno di Missione impossibile. È tra le ultime ad essere stata prodotta dalla Desilu Productions, prima che questa venisse assorbita dal gruppo finanziario che acquisì la Paramount e che difatti a partire dalla terza stagione riporta il logo Paramount Television.
Negli Stati Uniti è stata trasmessa dall'emittente televisiva CBS dal 1966 al 1973. Ha esordito su Rai 2 nell'aprile del 1969 e successivamente è stata diffusa in Italia tramite la TV Svizzera (1973), quella Francese (1976) (1980) e di Montecarlo (1979). A partire dal 1980 è stata trasmessa da varie reti locali per poi approdare, sul finire degli anni '80, su Canale 5.
Nel 1990 è stato prodotto da Konami un videogame per NES ispirato alla seconda serie.

## Trama
Nella prima stagione Dan Briggs è a capo della sezione Impossible Mission Force (IMF), un gruppo di espertissimi agenti segreti che lavorano per sventare ogni possibile attentato nei confronti della democrazia. Specializzati in travestimenti e indagini sotto copertura, lavorano tutti come infiltrati, vengono inviati in missione dopo aver ricevuto un messaggio in cui sono contenute le istruzioni da seguire su un nastro che si autodistruggerà subito dopo essere stato ascoltato. La struttura narrativa della serie inizialmente prevedeva che, dopo aver ricevuto le istruzioni sui vari casi, i responsabili della sezione scegliessero di volta in volta gli agenti segreti più adatti per ogni specifica missione. La scelta, che avveniva tramite le fotografie dei candidati, serviva a mettere in luce la partecipazione delle varie guest star, ma poiché nella maggior parte dei casi a lavorare alle varie missioni erano sempre gli stessi membri del cast, la selezione venne abbandonata per evitare rallentamenti nel ritmo della narrazione.
Dalla seconda stagione in poi e in Il ritorno di Missione impossibile il team verrà guidato da Jim Phelps.

## Personaggi e interpreti

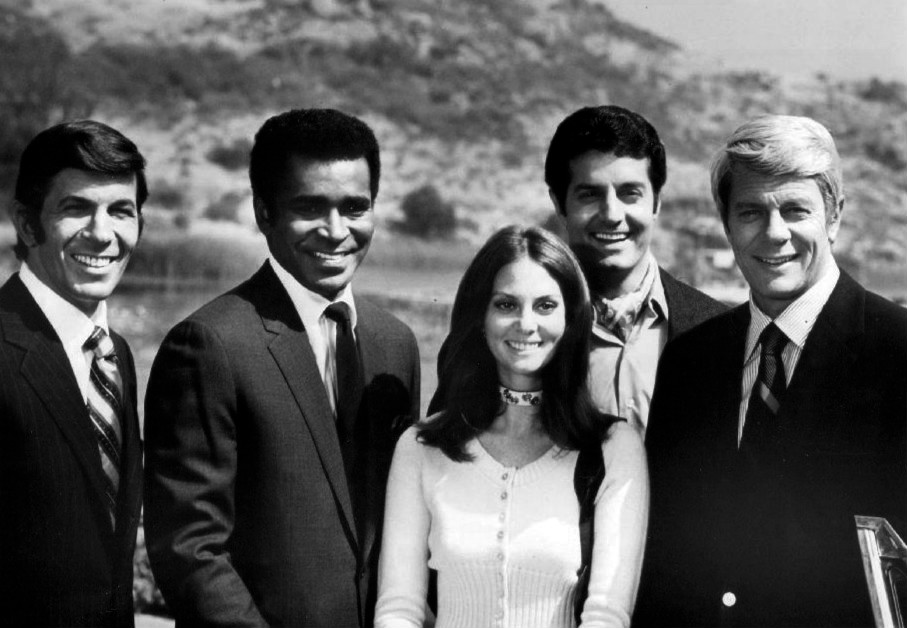
Il cast della quinta stagione della serie

Fra le guest star comparse nei vari episodi spiccano i nomi di molti attori di Star Trek, The Wild Wild West e Batman, che venivano girate tutte negli stessi studi televisivi. Sul set di Missione impossibile si sono avvicendati fra gli altri: William Shatner, Leonard Nimoy, presente in quasi 50 episodi nel ruolo di Paris, Charles Napier, Joanna Cassidy, Fernando Lamas, James Patterson, Sugar Ray Robinson e Peter Lorre Jr.
| Daniel "Dan" Briggs                        | Steven Hill                 | Presente |          |          |          |          |          |          |  |  |
| Rollin Hand                                | Martin Landau               | Appare   | Presente | Presente |          |          |          |          |  |  |
| Cinnamon Carter                            | Barbara Bain                | Presente | Presente | Presente |          |          |          |          |  |  |
| Barnard "Barney" Collier                   | Greg Morris                 | Presente | Presente | Presente | Presente | Presente | Presente | Presente |  |  |
| William "Willy" Armitage                   | Peter Lupus                 |          |          |          |          | Appare   |          |          |  |  |
| Voce su nastro                             | Bob Johnson                 | Presente | Presente | Presente | Presente | Presente | Presente | Presente |  |  |
| James "Jim" Phelps                         | Peter Graves                |          | Presente | Presente | Presente | Presente | Presente | Presente |  |  |
| L'incredibile Paris                        | Leonard Nimoy               |          |          |          | Presente | Presente |          |          |  |  |
| The Hartford and Globe Repertory Companies | Attori vari non accreditati |          |          |          | Presenti |          |          |          |  |  |
| Tracey                                     | Lee Meriwether              |          |          |          | Appare   |          |          |          |  |  |
| Dana Lambert                               | Lesley Ann Warren           |          |          |          |          | Presente |          |          |  |  |
| Dr. Douglas Robert (Lang)                  | Sam Elliott                 |          |          |          |          | Appare   | Appare   |          |  |  |
| (Lisa) Casey                               | Lynda Day George            |          |          |          |          |          | Presente | Appare   |  |  |
| Mimi Davis                                 | Barbara Anderson            |          |          |          |          |          |          | Appare   |  |  |

## Episodi
| Stagione         | Episodi | Prima TV Stati Uniti | Prima TV Italia |
| ---------------- | ------- | -------------------- | --------------- |
| Prima stagione   | 28      | 1966-1967            | anni '80        |
| Seconda stagione | 25      | 1967-1968            | DVD             |
| Terza stagione   | 25      | 1968-1969            | anni '80        |
| Quarta stagione  | 26      | 1969-1970            | anni '80        |
| Quinta stagione  | 23      | 1971-1972            | anni '80        |
| Sesta stagione   | 22      | 1972-1973            | anni '80        |
| Settima stagione | 22      | 1973-1974            | anni '80        |

## Accoglienza
Dopo il grande successo delle prime stagioni, all'inizio degli anni '70 la serie vide un brusco calo di pubblico che gli studiosi attribuiscono a una crisi dei valori nella popolazione americana da imputare principalmente alla questione della guerra in Vietnam e allo scandalo del Watergate. E dopo le prime stagioni passate a combattere minacce alla pace e alla democrazia internazionale, negli ultimi due cicli la squadra di agenti segreti si concentra su criminali "locali": solo gangster americani e niente più complotti internazionali.

## Sigla
Il famosissimo tema musicale della sigla, firmato da Lalo Schifrin, è il frutto delle indicazioni di Bruce Geller: infatti la colonna sonora inizialmente proposta da Schifrin per la sigla di testa non era piaciuta a Geller, che chiese al compositore di lavorare di nuovo al tema indicandogli una parte della musica composta per la sequenza finale dell'episodio pilota.

## Lungometraggi
Dalla serie sono stati tratti diversi film.
- Squadra dell'impossibile - Due volti per morire (Mission: Impossible vs. the Mob) (1968), era in realtà un montaggio di due episodi della serie tv originale.
- Il serpente d'oro (Mission Impossible: The Golden Serpent) (1989), realizzato unendo allo stesso modo due episodi della serie sequel.

La vera e propria saga cinematografica parte nel 1996 e conta otto pellicole, tutte interpretate da Tom Cruise:
- Mission: Impossible (1996)
- Mission: Impossible 2 (2000)
- Mission: Impossible III (2006)
- Mission: Impossible - Protocollo fantasma (Mission: Impossible - Ghost Protocol) (2011)
- Mission: Impossible - Rogue Nation (2015)
- Mission: Impossible - Fallout (2018)
- Mission: Impossible - Dead Reckoning (2023)
- Mission: Impossible - The Final Reckoning (2025)